# Heřmaničky
Heřmaničky település Csehországban, a Benešovi járásban. Heřmaničky Vojkov, Sedlec-Prčice, Kosova Hora, Ješetice, Smilkov és Votice településekkel határos. Lakosainak száma 755 fő (2024. január 1.).

## Népesség
A település lakosságának változását az alábbi diagram mutatja:
| Lakosok száma | 1575 | 1259 | 1293 | 1060 | 803  | 668  | 729  | 742  | 732  | 755  |
|               | 1869 | 1890 | 1921 | 1950 | 1980 | 2001 | 2017 | 2019 | 2022 | 2024 |